# Nürnberger Straße (Hanau)
Die Nürnberger Straße war die Hauptdurchgangsstraße in der Neustadt Hanau. Heute ist sie der westlichste Abschnitt einer Fußgängerzone, die aber für die Busse der Hanauer Straßenbahn freigegeben ist.

## Geschichte

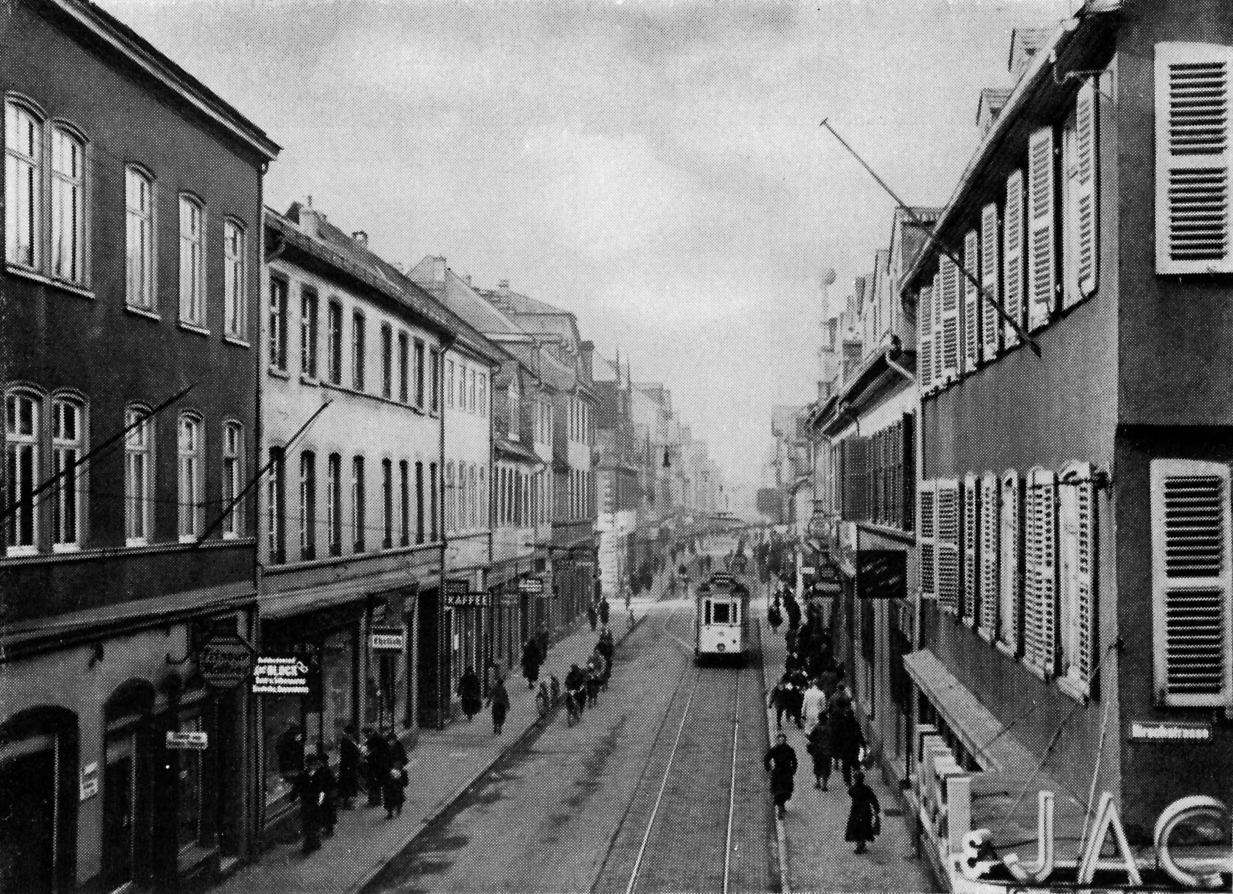
Nürnberger Straße nach Westen vor der Zerstörung im Zweiten Weltkrieg mit Hanauer Straßenbahn

Bei der Gründung der Neustadt Hanau durch Graf Philipp Ludwig I. von Hanau-Münzenberg und Glaubensflüchtlinge aus den Spanischen Niederlanden (heute: Belgien) wurde als Grundriss für den Stadtplan ein Schachbrettmuster festgelegt. Die Hauptverkehrsachse und Messestraße Frankfurt am Main – Leipzig / Nürnberg wurde dabei durch die Stadtmitte und an der Südseite des Marktplatzes entlanggeführt. Zwischen Marktplatz und dem östlichen Stadttor, dem Nürnberger Tor, erhielt sie den Namen „Nürnberger Straße“, während der westliche Ast, der zum Kanaltor und zum Frankfurter Tor führte, „Römerstraße“ hieß.
Die Nürnberger Straße wurde, nachdem in napoleonischer Zeit die Festungswälle abgetragen worden waren, ein Stück verlängert, bis auf die vor dem Tor entstandene Wegekreuzung (heute: Kurt-Plaum-Platz) wo die Straße nach Leipzig abzweigte.
Diese Hauptverkehrsachse erhielt noch eine gesteigerte Bedeutung, als 1873 der neue Hanauer Ostbahnhof (heute: Hanauer Hauptbahnhof) in Betrieb ging, der mit der Innenstadt ebenfalls über die Nürnberger Straße verbunden war. Dies führte auch dazu, dass die Schienen der Hanauer Straßenbahn zwischen Ostbahnhof und Marktplatz ebenfalls hier verlegt wurden.

## Bauten
Die historische Bebauung der Straße aus der Gründungszeit der Neustadt wurde in den Luftangriffen des Zweiten Weltkriegs vollständig zerstört. Der Straßenraum der Straße ist heute – als Bestandteil des Straßennetzes der Neustadt Hanau – als Teil einer Gesamtanlage Kulturdenkmal aufgrund des Hessischen Denkmalschutzgesetzes.

### Nürnberger Tor

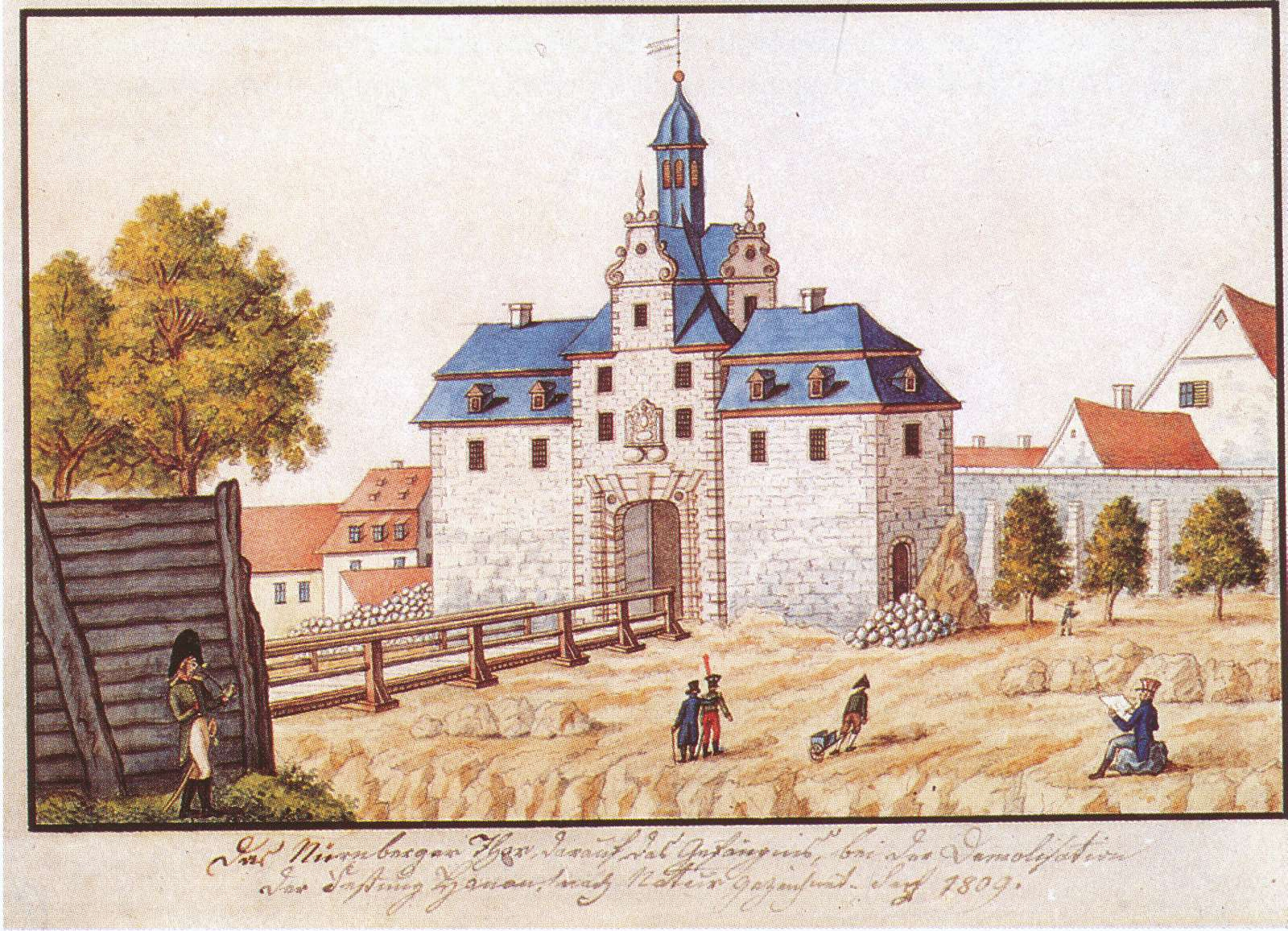
Nürnberger Tor (Barock-Anlage) während der Abbrucharbeiten 1806/1807

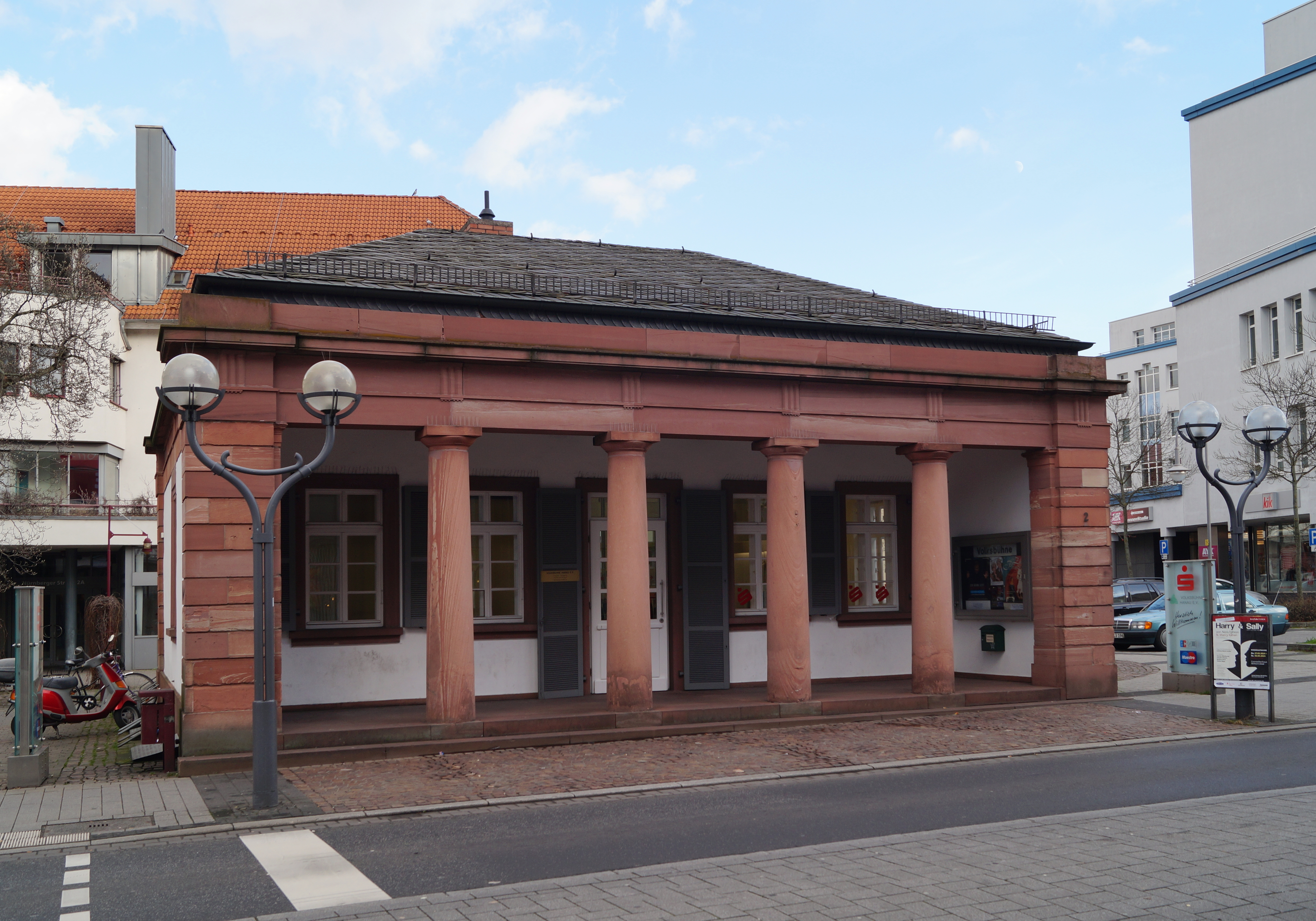
Nürnberger Tor: Auf die Nordseite versetzter Südpavillon der klassizistischen Anlage

Das Nürnberger Tor begrenzte ursprünglich die Nürnberger Straße nach Osten. Es wurde in den Jahren 1600 bis 1605 errichtet. Während der Schleifung der Festungsanlagen in napoleonischer Zeit wurde es abgerissen. An gleicher Stelle wurde 1820 eine neue Toranlage in klassizistischem Stil errichtet. Sie bestand aus zwei sich gegenüber liegenden Pavillons, die Straße konnte mit einem dazwischen liegenden Gittertor gesperrt werden. Das diente der Behörde, die hier Akzise erhob.
Zunächst verschwand mit zunehmendem Verkehr 1867 das Gittertor, die beiden Pavillons blieben stehen. Der südliche beherbergte seit 1935 ein Ehrenmal für die Gefallenen des Ersten Weltkriegs. Die Luftangriffe des Zweiten Weltkriegs überstand nur dieser Pavillon. Als in diesem Bereich um 1980 das „Brüder-Grimm-Center“, ein Einkaufszentrum, errichtet wurde, wurde 1981/82 der Pavillon auf die Nordseite der Straße versetzt. Er beherbergt heute eine Vorverkaufsstelle der "Volksbühne Hanau" für Theaterkarten. Das Torgebäude ist ein Kulturdenkmal aufgrund des Hessischen Denkmalschutzgesetzes.

### Gemeindehaus der jüdischen Gemeinde
Das Gemeindehaus der jüdischen Gemeinde Hanaus stand in der Nürnberger Straße 3. Das Gebäude selbst stammte noch aus dem 18. Jahrhundert und wurde, nachdem das Hanauer Ghetto am Anfang des 19. Jahrhunderts geöffnet worden war, von der Gemeinde erworben. Hier befand sich seit 1890 die jüdische Gemeindeschule. Nachdem die Nationalsozialisten am 9. November 1938 im Zuge des Novemberpogroms auch die Hanauer Synagoge zerstört hatten, hielt die Restgemeinde ihre Gottesdienste im Gemeindehaus, bevor 1942 auch die letzten Juden aus Hanau deportiert wurden. Das Gebäude wurde in den Bombenangriffen des Zweiten Weltkriegs zerstört.

### Alter Kaufhof
An der Ecke Nürnberger Straße / Hirschstraße stand das Gebäude des ersten Hanauer Kaufhofs. Errichtet wurde es 1929. Architekt war Georg Clormann, der entlang der beiden Straßen je einen Gebäudeflügel legte und die sie verbindende Ecke mit einem Rundbau gestaltete. Das Haus gehörte zunächst der Leonhard Tietz AG, wurde 1933 „arisiert“ und in Westdeutsche Kaufhof AG umbenannt. Als Stahl-Beton-Konstruktion hatte es die Luftangriffe auf Hanau im Zweiten Weltkrieg in seiner Grundsubstanz überstanden, wurde anschließend unterwertig weiter genutzt (der Kaufhof errichtete sich ein neues Gebäude am Neustädter Markt), bis es in den 1980er-Jahren zugunsten eines Parkhauses abgerissen wurde.

### Kaufhaus Dielmann
Das Kaufhaus Dielmann ist ein typisches Gebäude der Aufbauzeit der 1950er-Jahre, ein Stahlskelettbau mit Flachdach. Die Fassade – besonders zur Nürnberger Straße hin – ist reich gestaltet mit Fensterbändern und mosaikartig verlegten, farbigen Steinornamenten. Das Gebäude ist ein Kulturdenkmal aufgrund des Hessischen Denkmalschutzgesetzes.

### Weitere Historische Bebauung

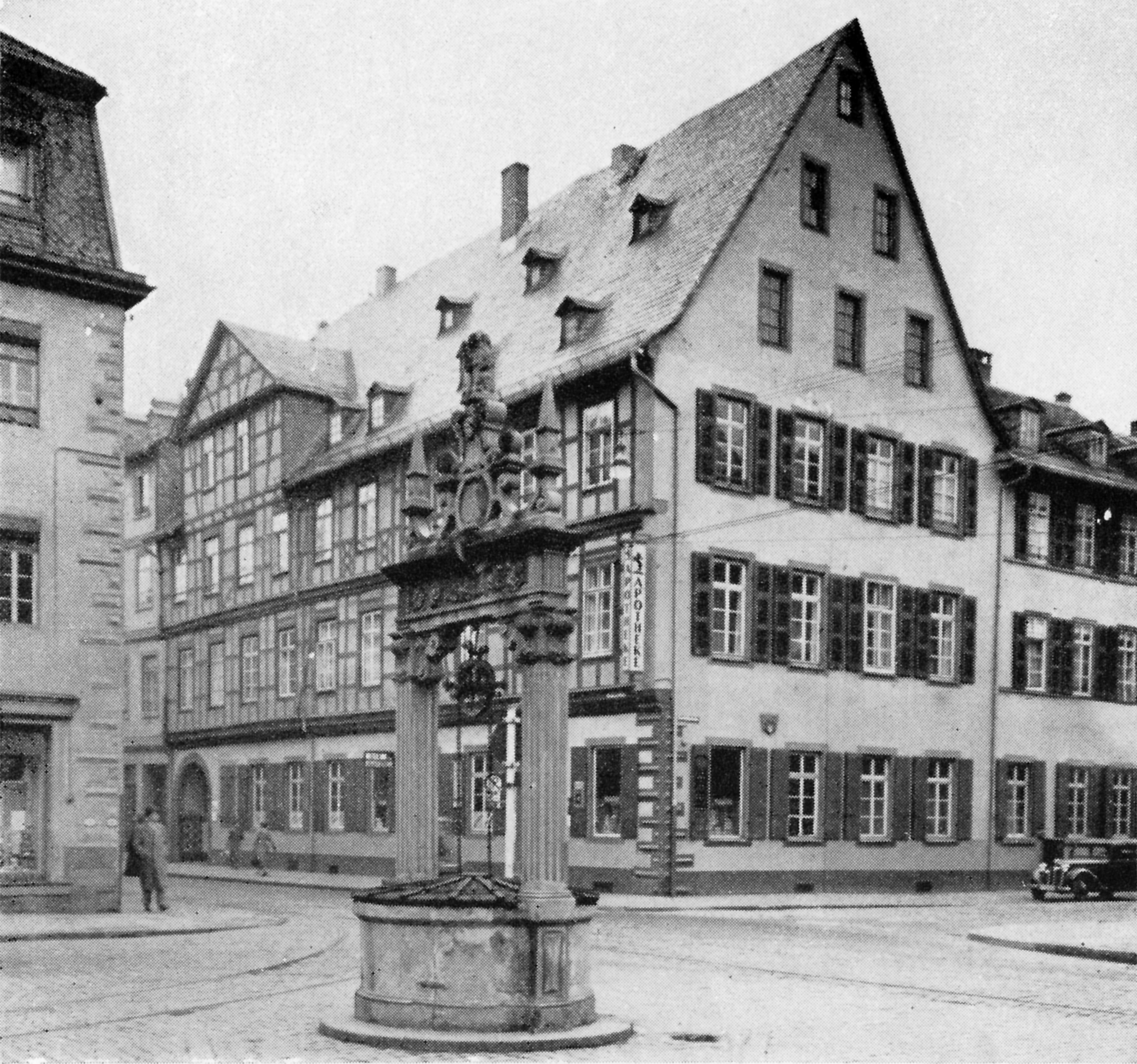
Links: Einfahrt in die Nürnberger Straße vom Neustädter Markt. An der Ecke: Haus zum Einhorn, im Vordergrund der südöstliche Marktbrunnen. Historische Aufnahme, vor 1940

Das Eckhaus zum Einhorn markierte die Einfahrt in die Nürnberger Straße vom Neustädter Markt her. Das Gebäude wurde in den Bombenangriffen des Zweiten Weltkriegs zerstört.